# Hertwig-Epithelscheide

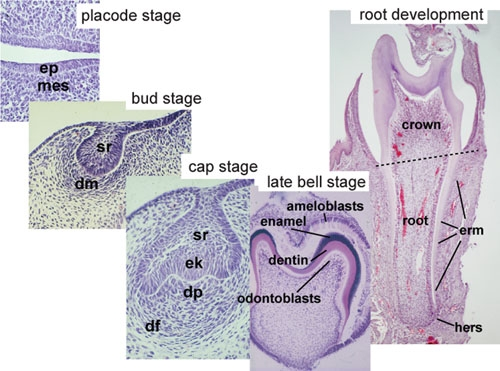
Histologische Schnitte der Zahnentwicklungs-stadien. hers steht für hertwig's epithelial root sheath, die Hertwig’sche Epithelscheide, erm steht für epithelial cell rests of malassez, die Malassez'schen Epithelreste.

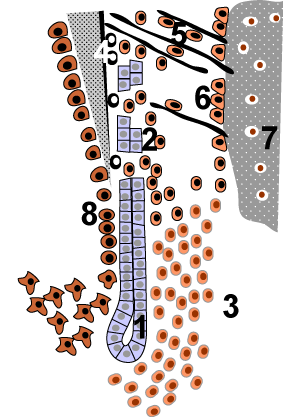
Schematische Darstellung der Hertwig’schen Epithelscheide: (1) HES, (2) MER,
(3) Zahnfollikel, (4) Zementoblasten,
(5) Periodontales Ligament, (6) Alveolarzellen, (7) Knochen, (8) Odontoblasten.

Hertwig-Epithelscheide (HES, auch Hertwigsche Epithelscheide, epitheliale Wurzelscheide oder Vagina radicis epithelialis) nennt man den Bereich der Umschlagfalte zwischen innerem und äußerem Schmelzepithel des Zahnschmelzorgans (Organon enameleum). Sie wurde nach ihrem Entdecker Oscar Hertwig benannt, der sie 1874 an Amphibien entdeckte.
Die Hertwigsche Epithelscheide ist Teil der Zahnentwicklung und dient der Wurzelbildung, die erst erfolgt, wenn die Bildung der Zahnkrone mit ihrer Hartsubstanz, dem Zahnschmelz, weitgehend abgeschlossen ist. Im Bereich der Umschlagfalte zwischen innerem und äußerem Schmelzepithel wird kein Schmelz produziert, sondern die zwei Blätter liegen eng aneinander. Durch Proliferation wächst das Schmelzorgan in diesem Bereich weiter in die Tiefe und präformiert die Anlage der späteren Zahnwurzel, indem die Ränder teilweise auf einander zuwachsen. Der Übergang vom äußeren zum inneren Blatt des Schmelzorgans verlängert sich und bildet einen, zwei oder drei Wurzelkanäle. Die Hertwig-Epithelscheide wird von zervikal zunehmend lückenhaft. Die Mesenchymzellen des Zahnsäckchens (Zahnfollikel) kommen dadurch mit dem Wurzeldentin in Kontakt und bilden das Wurzelzement und das Desmodont (Wurzelhaut).

## Malassez-Epithelreste
Nach der Ausbildung des Zahnhalteapparates verbleibende Reste der Hertwigschen Epithelscheide  werden als Malassezsche Epithelreste (MER, auch Malassezsche Epithelinseln nach Louis-Charles Malassez) bezeichnet. Er  nannte sie Débris épithéliaux. Sie verbleiben in der sich aus dem Zahnsäckchen bildenden Wurzelhaut und sind bei entzündlichen Prozessen ursächlich an der Entstehung von radikulären Zysten im Kieferbereich beteiligt, indem die Epithelien verschmelzen und zentral nekrotisieren. Sie stehen in enger Verbindung zu Mechanorezeptoren und freien Nervenendigungen und enthalten Neuropeptide wie Calcitonin Gene-Related Peptide (CGRP) und Substanz P (SP).

## Fehlbildung
Eine gestörte Entwicklung kann zur Taurodontie führen.